# Inlands Torpe landskommun
Inlands Torpe landskommun var en tidigare kommun i förutvarande Göteborgs och Bohus län.

## Administrativ historik
Kommunen bildades som storkommun vid kommunreformen 1952 genom sammanläggning av de tidigare kommunerna Hjärtum och Västerlanda. Den fick sitt namn från Inlands Torpe härad, med vilket den territoriellt sammanföll.
Kommunen uppgick 1971 i Lilla Edets kommun i dåvarande Älvsborgs län.

### Kyrklig tillhörighet
I kyrkligt hänseende tillhörde kommunen Hjärtums församling och Västerlanda församling.

## Geografi
Inlands Torpe landskommun omfattade den 1 januari 1952 en areal av 204,48 km², varav 184,77 km² land.

### Tätorter i kommunen 1960
I Inlands Torpe landskommun fanns del av tätorten Lilla Edeta, som hade 691 invånare i kommunen den 1 november 1960. Tätortsgraden i kommunen var då 20,2 procent.

## Politik

### Mandatfördelning i valen 1950–66
| 16 | 9 | 3 | 2 |

| 25 | 5 |

| 16 | 8 | 4 | 2 |

| 24 | 6 |

| 16 | 9 | 3 | 2 |

| 25 | 5 |

| 17 | 8 | 3 | 2 |

| 25 | 5 |

| 16 | 9 | 3 | 2 |

| 24 | 6 |